# 비법인사단
권리능력 없는 사단(權利能力이 없는 社團)은 일반적으로 사단법인(社團法人)으로서의 실체는 가졌으면서도 법인격이 없는 민법상의 단체를 말한다. 비법인사단 또는 법인 아닌 사단, 법인격 없는 사단이라고도 말한다.
다른 정의로는, 사단(Association)의 실체를 갖추고 있으면서도 법인 설립의 절차를 밟지 아니하거나 설립중에 있는 사단을 말한다.

## 대한민국
독일과는 달리, 대한민국 민법에는 권리능력없는 사단에 관하여는
법인이 아닌 사단의 사원이 집합체로서 물건을 소유할 때에는 총유로 한다.— 민법 제 275조, 제 1항

라는 소유 유형에 대한 규정만이 있을 뿐, 그 외의 부분에 있어서는 명문의 규정을 두고 있지 않기 때문에, 구체적인 부분에 있어서는 학설과 판례로서 해결하여 왔다. 법인격 없는 사단에 대한 학설의 일반적인 견해는 법인격없는 사단에 대한 부분은 민법의 법인 편 규정에서 법인격을 전제로 한 규정을 제외한 다른 부분을 전반적으로 준용할 수 있다고 보고 있다.

그 예로서, 종중, 문종, 동창회, 등기되지 아니한 노동조합, 정당, 자연부락, 직장, 지역주택조합, 교회, 사찰, 공동주택입주자대표회의, 아파트부녀회, 상가번영회, 시민단체등을 들수 있다.

비법인사단의 총유 재산에 관한 소송은 특별한 사정이 없는 한 사원총회의 결의를 거쳐야한다.

## 독일
독일 민법(BGB) 제54조는 권리능력 없는 사단에 대해 조합(組合)에 관한 규정을 준용하도록 하고 있다.
권리능력 없는 사단에 대하여 조합에 관한 규정을 준용한다. 그러한 사단의 이름으로 제3자에 대하여 행한 법률행위에 관하여 행위자가 개인적으로 책임을 지며, 행위자가 수인인 때에는 이들 행위자는 연대채무자로서 책임을 진다.— 독일 민법 제54조, (권리능력 없는 사단)

이 조항은 독일민법 제2초안에서 신설된 것으로서, 독일민법 제1초안을 계수한 일본과 한국 민법에는 권리능력 없는 사단에 대한 조문이 없다.

## 같이 보기
- 대한민국 민법 제275조
- 사원총회 : 비법인사단의 최고의사결정기구
- 권리능력 없는 재단
- 사단법인
- 법인